# Desa Sukowono (administrativ by i Indonesien, lat -8,06, long 113,83)
Desa Sukowono är en administrativ by i Indonesien.   Den ligger i provinsen Jawa Timur, i den västra delen av landet, 800 km öster om huvudstaden Jakarta.